# Loudetia angolensis
Loudetia angolensis är en gräsart som beskrevs av Charles Edward Hubbard. Loudetia angolensis ingår i släktet Loudetia och familjen gräs. Inga underarter finns listade i Catalogue of Life.